# Dreikönigskapelle (Memmingen)

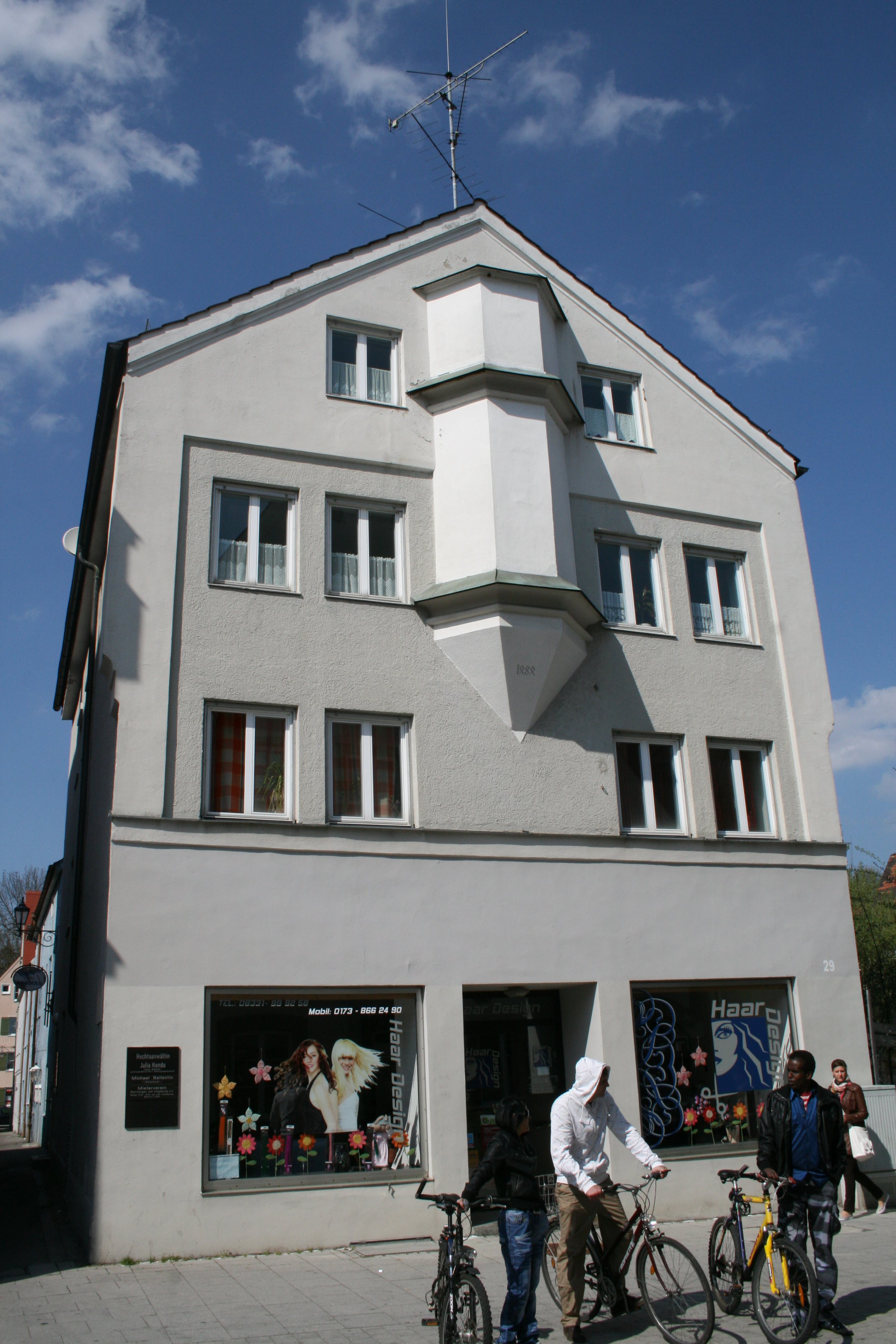
Die Dreikönigskapelle

Die Dreikönigskapelle ist eine profanierte Kapelle im oberschwäbischen Memmingen.

## Lage
Das Eckhaus steht an der Straßenkreuzung Kalchstraße/An der Kappel im ensemblegeschützten Bereich der Stauferstadt mit der Adresse Kalchstraße 29. Westlich davon steht das Gasthaus zum Schwanen, gegenüber auf der anderen Straßenseite der Kalchstraße das Gasthaus zum weißen Ross.

## Geschichte
Gegründet wurde die Kapelle im Jahre 1399. Im selben Jahr stiftete der reiche, kinderlose Memminger Bürger Nikolaus Tagbrecht bei der Kapelle eine Wohnung für vier oder mehr arme Menschen. Im Jahre 1405 wurde die Kapelle von Bischof Eberhard von Augsburg in die Laubener Pfarrkirche Unser Lieben Frauen inkorporiert. Die Kapelle wurde 1484 erneuert. Bis zur Reformation in Memmingen hatte sie einen eigenen Kaplan. Im Pfälzischen Erbfolgekrieg lagerten in und um Memmingen zehn Kompanien englischer Truppen, die überwiegend aus französischen Hugenotten bestanden. Aus diesem Grund hielt man für diese einige Zeit lang in der Kapelle einen Gottesdienst in französischer Sprache. Die Uhr, die früher auf dem Türmlein vorhanden war, wurde 1812 in das Kalchtor gebracht und dort eingebaut. Nach der Säkularisation wurde die Kapelle im Oktober 1812 an den Wirt des gegenüberliegenden Gasthauses Weißes Ross verkauft, der dort einen Pferdestall einrichtete. 1837 wurde das Haus in eine Bräuwirtschaft umgebaut. Danach wurde das Bauwerk als Wohnhaus genutzt. Das dreigeschossige Giebelhaus besitzt vier Obergeschossfenster. Am zweiten Obergeschoss befindet sich als Rest des ehemaligen Türmchens ein dreiseitiger Erker auf einer Pyramidenkonsole. Am unteren, der Kalchstraße zugewandten Teil dieser Konsole, ist die moderne, jedoch einem alten Vorbild nachempfundene Zahl 1484 zu lesen. Gegenwärtig wird das Erdgeschoss für den Einzelhandel, die oberen Stockwerke werden als Wohn- und Büroräume genutzt.
Der Altar, der früher vermutlich in der Kapelle stand, befindet sich im Strigel-Museum im ehemaligen Antoniterkloster.

## Dreikönigskapellenstiftung

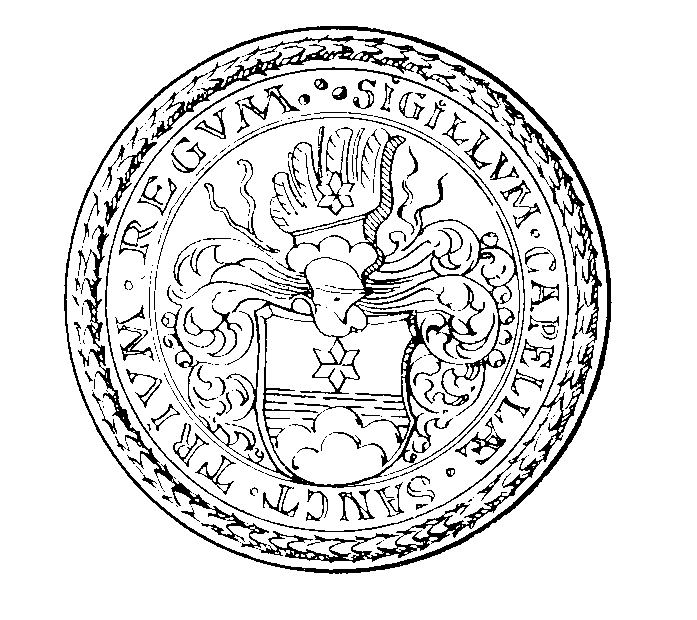
Das Siegel aus dem Jahre 1450

Aus der noch zu seinen Lebzeiten getätigten Stiftung von Nikolaus Tagbrecht ging die Dreikönigskapellenstiftung hervor. Sie bestand aus zwei Seelhäusern und einem Stadel samt Hofraite. Zusätzlich kaufte der Stifter 21 Jauchert Ackerland und das ganze Dorf Lauben bei Memmingen. Die Einkünfte daraus sollten der Stiftung zufließen, von der zunächst Wohnungen für vier arme Bürgersfamilien bereitgestellt und eine Kapelle errichtet werden sollte. Des Weiteren war vorgesehen, einen Kaplan von den Einkünften zu bezahlen, der die ewige Messe für Klaus Tagbrecht lesen und sich um den geistlichen Beistand für die Bewohner der Seelhäuser kümmern sollte. Nach dem Tod des Gründers sollte sein Vetter und Haupterbe Hans Tagbrecht als Pfleger und Ausrichter der Stiftung fungieren. Als Kontrollgremium standen ihm vier Stadträte bei, denen Hans Tagbrecht alljährlich einen Bericht vorzulegen hatte. Beim Tod von Hans Tagbrecht sollte der Stiftungsvorsitz vorzugsweise an einen seiner Nachkommen gehen. So stellte der Gründer bereits noch zu Lebzeiten die Stiftung de facto unter die Hoheit des städtischen Rates, unter welchem sie sich auch heute noch befindet. Vorsitzender der Stiftung ist der Oberbürgermeister, das Viererkollegium besteht aus dem Stiftungsausschuss des Stadtrates.
Im Jahr 2008 hatte die Stiftung einen Haushalt von 708.700 Euro im Verwaltungshaushalt und 236.190 Euro im Vermögenshaushalt, im Jahr 2010 683.200 Euro im Verwaltungshaushalt und 182.500 Euro im Vermögenshaushalt.

## Siegel
Das Siegel der Dreikönigskapelle enthält Schild und Oberwappen von Nikolaus Tagbrecht, dem Stifter der Kapelle. Der Schild zeigt einen sechsstrahligen Stern über einem Sechsberg. Die Siegelumschrift lautet: SIGILLUM CAPELLAE SANCT TRIUM REGUM.